# 三条公親
三条 公親（さんじょう きんちか）は、鎌倉時代前期から中期にかけての公卿。右大臣・三条実親の子。官位は正二位・内大臣。後三条入道内府または白川前内府と号す。

## 経歴
以下、『公卿補任』の内容に従って記述する。
- 嘉禄元年（1225年）1月5日、叙爵。
- 安貞元年（1227年）1月5日、従五位上に叙される。
- 寛喜2年（1230年）1月5日、正五位下に叙され、同年12月25日、侍従に任ぜられる。
- 寛喜3年（1231年）1月29日、美作権介を兼ね、同日、左少将に任ぜられる。同年10月12日、従四位下に叙せられ少将は元の如し。
- 貞永元年（1232年）1月30日、三河権介を兼ねる。
- 嘉禎元年（1235年）従四位上に叙される。
- 嘉禎2年（1236年）2月23日、正四位下に叙されるが、同年6月30日、母の喪が明けて復任した。
- 嘉禎3年（1237年）10月27日、従三位に叙される。左中将は元の如しとあるので、この年以前に左中将に任ぜられたか。
- 暦仁元年（1238年）1月22日、下総権守を兼ねる。
- 延応元年（1239年）1月5日、正三位に昇叙。同年11月6日、権中納言に任ぜられる。
- 仁治2年（1241年）2月1日、従二位に昇叙。
- 仁治3年（1242年）10月18日、帯剣を許される。
- 宝治元年（1247年）7月16日、中宮大夫を兼ねる。
- 宝治2年（1248年）中宮西園寺姞子が女院（大宮院）となったため、6月18日に中宮大夫を停止。
- 建長2年（1250年）1月5日、正二位に昇叙し、同年5月17日、権大納言に任ぜられる。
- 建長7年（1255年）4月12日、右近衛大将を兼ねる。
- 文応元年（1260年）、右近衛大将兼任のまま大納言に転正。
- 弘長元年（1261年）3月11日、任大臣の兼宣旨があり、同月27日に内大臣に任ぜられた。右大将は元の如しで同日に任大臣の慶賀があった。同年9月には右大将を辞した。
- 弘長2年（1262年）1月20日、上表して内大臣を辞した。以後30年間、前内大臣正二位から官位の昇進が全くなかった。
- 正応5年（1292年）7月12日、薨去。

## 非参議中将から権中納言に直任
三条家では三条実房、三条公房、三条実親、公親、そして次代の三条実重と鎌倉時代末までに五代続けて非参議の三位中将から参議を経ずに権中納言に直任されている。これを例えば村上源氏の公卿と比較すると、源師房以後に鎌倉時代末までに同様の昇進をしたのは久我通光と久我通雄だけである。他の閑院流諸家を同じ条件で見ると、徳大寺家では徳大寺実能、徳大寺実定、徳大寺実基、徳大寺実孝、の四名、西園寺家では西園寺公相、西園寺実兼、西園寺公衡、西園寺実衡の四名、洞院家では洞院公宗、洞院公守の二名となる。また大炊御門家では、大炊御門頼実、大炊御門師経、大炊御門家嗣、大炊御門冬忠、大炊御門信嗣、大炊御門良宗、大炊御門冬氏、大炊御門氏忠の八名である。花山院家では、花山院兼雅、花山院家長、花山院長定、花山院兼定の四名である。

## 系譜
- 父：三条実親（1195-1263）
- 母：西園寺公経の次女（?-1235）
- 妻：洞院実雄の娘
  - 男子：三条実重（1259-1329）
- 生母不明の子女
  - 女子：房子 - 二位局。後深草天皇宮人。久明親王母。
  - 女子：久明親王宮人
  - 女子：御匣殿 - 後二条天皇宮人
  - 女子：源彦仁室
- 養子
  - 女子：喜子 - 従三位。二条良実娘。徳大寺公孝室